# یوگینه آجمیان
یوگینه آجمیان (ارمنی: Եվգինե Աճեմյան؛  ۱۸۹۷ – ۱۹۲۵) یک بازیگر و خواننده اهل ارمنستان بود. وی بین سال‌های ۱۹۱۳ تا ؟ میلادی فعالیت می‌کرد.

## زندگی‌نامه
وی در ۱۸۹۷ در کنستانتینوپل به دنیا آمد و از آموزشگاه یسائیان (۱۹۱۴) فارغ‌التحصیل شد. وی در آموزشگاه یسائیان و گروه آواز کومیتاسی گوسان فعالیت می‌کرد. وی از سال ۱۹۲۴ در فرانسه اقامت داشت. وی در ۱۹۲۵ در سن ۲۸ سالگی درگذشت.